# Kuramagomied Kuramagomiedow
Kuramagomied Szaripowicz Kuramagomiedow (ros. Курамагомед Шарипович Курамагомедов; ur. 21 marca 1978 w Machaczkale) – rosyjski zapaśnik w stylu wolnym.
Olimpijczyk z Aten 2004, gdzie zajął 6 miejsce w wadze 120 kg. Pięciokrotny uczestnik Mistrzostw Świata, trzy razy medalista, złoty w 1997. Zdobył sześć medali na Mistrzostwach Europy, pięć złotych w latach 1999, 2002, 2005-2007. Pierwszy w Pucharze Świata w 1996; drugi w 1998, 2000 i 2003. Złoty medal na Igrzyskach Wojskowych w 2007 roku.
Sześć razy zdobył tytuł mistrza Rosji w 1996, 1997, 2003-2006; drugi w 2000, 2006 i 2007; brązowy medalista z 2012 roku.